# 塔爾提索斯

塔爾提索斯以及周邊

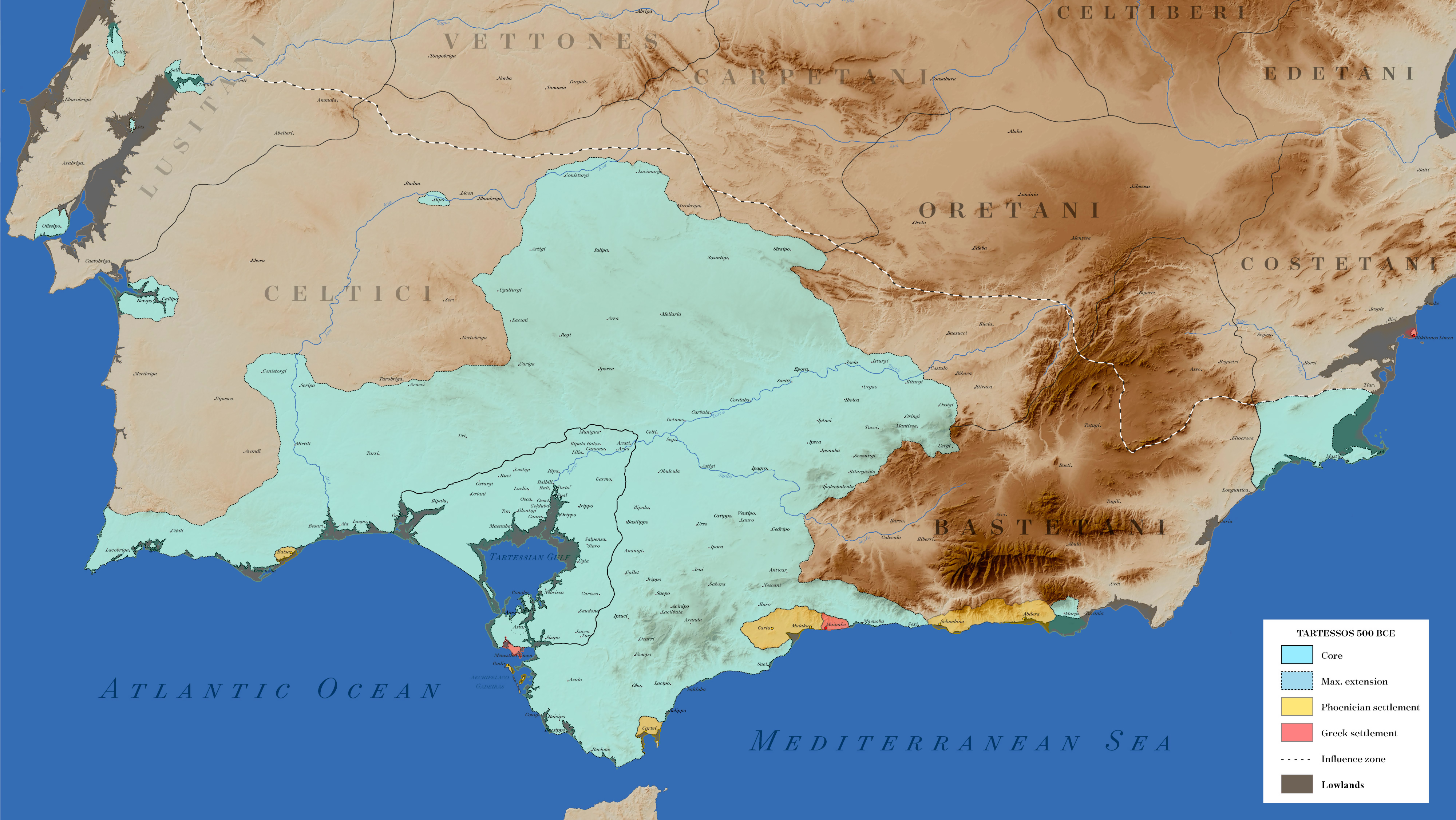
公元前500年左右的塔爾提索斯以及周邊

塔爾提索斯（Tartessos) 是歷史上位于伊比利亚半岛瓜达尔基维尔河河口的一個港口城市。早在公元前一千年，古希臘以及近東的文獻就提到這個地方，如希罗多德《历史》中提到塔尔提索斯与萨摩斯人的贸易关系。 至公元第一千年末左右，很少有文獻再提到這個城市，有人猜測該城市可能已经因洪水而消失。 